# マルバフジバカマ
マルバフジバカマ（丸葉藤袴、学名：Ageratina altissima）は、北アメリカ原産のキク科アゲラティナ属の多年生植物である。以前はヒヨドリバナ属 Eupatorium に分類されていたが、ヒヨドリバナ属の分類が大幅に変更されたため、そこに含まれていた多くの種が他の属に移された。

## 特徴
やや大型の多年草で、太く長い根茎がある。茎は単独または複数の茎がまとまって伸び、直立または斜上して高さ1.5メートルほどになる。葉は縁に鋸歯のある卵型。表面にはややつやがあり濃緑色。晩夏から秋にかけて白い頭状花序の花を多数つける。頭花は20個ほどの筒状花から構成され、舌状花はない。花蜜は多種のチョウやガやハチを誘引する。花後に白い綿毛の付いた小さな種子が風によって分散される。この種は湿った場所からやや乾いた場所まで広い環境に適応でき、裸地のあるような開放的な日陰にも生息するため、生け垣や薮陰の雑草にもなる。現在、マルバフジバカマは2変種、 A. altissima var. altissima と A. altissima var. roanensis (Appalachian white snakeroot) が認められており、両者は分布範囲や生息環境が少し異なっている。外見上の特徴としては、両者は総苞の長さの違いと先端部の鋭さによって区別される。

## シノニム
- Ageratina ageratoides (L. f.) Spach
- A. luciae-brauniae (Fernald) R. M. King & H. Rob.
- A. altissimum L.
- Batschia nivea Moench
- Eupatorium aboriginum Greene
- E. ageratoides L. f.
- E. altissimum (L.) L.
- E. angustatum (A. Gray) Greene
- E. boreale Greene
- E. deltoides E.L. Braun
- E. eurybiaefolium Greene
- E. frasieri Poir.
- E. luciae-brauniae Fernald
- E. rugosum Houtt.

## 分布と生態

### 北アメリカでの分布
マルバフジバカマは、原産地の北アメリカ大陸では、アメリカ合衆国の東部から中西部に至る広範囲に渡って分布している。分布域はさらにカナダ南東部から中南部にかけてまで広がっている。2変種のうち、var. altissima はこの全域に渡って分布し、また、標高800m程度までの低地に分布する。var. roanensis はむしろ1,500m位までのやや高地に分布し、地域も南東部と中南部に限られる。北アメリカ大陸では、主に広葉樹林帯の森林、牧草地、荒地などに生息する。やや湿った土地から乾いた土地まで適応力が高く、分布域では薮や林縁、川縁などで普通に見られる。

### 日本での侵入と分布
日本には1896年に渡来した。1915年頃から神奈川県箱根町の強羅周辺に逸出品が見出されている。これは強羅公園に植栽されたものが広がったと考えられている。1935年頃には隣接する小湧谷まで広がった。1968年には横浜でも見出されている。山形県では1980年代から分布が拡大し、県内で広く見られるようになっている。岩手県大船渡市では2010年ごろから急速に広がっている。
シカはマルバフジバカマを食べないため、シカが他の植物だけを食べ尽くす食害により、マルバフジバカマの分布域が拡大するという指摘がある。神奈川県や岩手県ではシカの食害によりマルバフジバカマが急速に拡大したとされる。
通常の帰化植物が定着できるような場所は、造成地や畑や河原などのように撹乱が多い場所だが、マルバフジバカマは本来なら帰化植物が侵入できないと考えられる植生が安定した林地にも侵入できるため、在来種との競合が懸念されている。
マルバフジバカマは環境省の特定外来生物および要注意外来生物には指定あるいは選定されていなかった。しかし、2015年に「要注意外来生物リスト」は廃止され、それに変わる「生態系被害防止外来種リスト」においては、「その他の総合対策外来種」に指定されている（2022年10月現在）。
また、環境省のリストとは別に、独自に外来種の現状や環境への影響評価を行っている県においても、北海道、青森県、千葉県などでは、帰化植物としての定着こそ確認されているものの、現状では環境に影響を与える種とは認識されていない。

## 栽培
主に花を鑑賞用として栽培するが、近年では「ユーパトリウム'チョコラータ'」の名で銅葉の栽培品種が流通している。このチョコレート色は日光に当たることで発生し、やや湿った土壌で良く成長し、耐陰性もある。さらに現在の属名で修正された名前、すなわち「アゲラティナ・アルシッシマ・'チョコレート'」(Ageratina altissima 'Chocolate')でも販売されている。日本では、「銅葉フジバカマ」、「シソバフジバカマ」の名で流通していることもある。やや湿ったアルカリ性の土壌を好む。

## 毒性
この種はトリメトル (tremetol) という有毒成分を含み、家畜がこの植物を食べると肉や牛乳に有毒成分が混入し、それらを食べたヒトも有毒成分を摂取することになる。汚染された肉や牛乳を食べつづけると、人間にもトリメトルによる中毒症状が発生する。この中毒はミルク病（Milk Sickness）と呼ばれていた。それは、人間がマルバフジバカマを食べた牛の乳を飲むことで中毒したためである。19世紀初期においてはヨーロッパから多くの人がアメリカ中西部やアップランドサウスなどの、この植物の生息地に入植を始めて以来、何百人もがミルク病で死亡し、原因がこの植物にあると判明するまでに数十年かかった。エイブラハム・リンカーンの母のナンシー・ハンクスの死因もこの病気であったとされる。この植物はウマ、ヒツジ、ヤギなどの家畜にも有毒である。中毒した家畜の症状は無気力とだるさ、後ろ足が閉じたまま(ウマ、ヤギ、ウシ)あるいは開いたまま(ヒツジ)、鼻汁、極端なよだれ、体を弓なりにしてあえぎ、または呼吸困難になる。